# Gnophos bellieri
Gnophos bellieri là một loài bướm đêm trong họ Geometridae.